# Adam Armstrong
Adam James Armstrong (Newcastle, 10 febbraio 1997) è un calciatore inglese, attaccante del Southampton.

## Caratteristiche tecniche
Adam Armstrong è una prima punta agile e dotata di uno spiccato fiuto del gol; all'occorrenza può ricoprire anche il ruolo di seconda punta.

## Carriera

### Club
Adam Armstrong si unì nel 2006, all'età di nove anni, alle giovanili del Newcastle United. Il 15 marzo 2014 fece il suo esordio in prima squadra, nella partita persa per 0-1 sul campo del Fulham, subentrando a Luuk De Jong all'86º minuto di gioco e diventando così il secondo calciatore più giovane nella storia del club bianco-nero ad esordire in Premier League (dopo Kazenga LuaLua nel 2007).
Nell'estate del 2015 passò in prestito al Coventry City, squadra militante in Football League One (terza divisione inglese), mettendosi in mostra come uno degli attaccanti più prolifici del campionato con venti gol in quaranta partite.
Successivamente viene ceduto in prestito al Barnsley, al Bolton e al Blackburn; da quest'ultima squadra viene riscattato il 6 agosto 2018.
Il 9 agosto 2021 viene ceduto al Southampton.

### Nazionale
Il 16 agosto 2014 ha ricevuto la sua prima convocazione per la squadra Under-18 dell'Inghilterra. Ha siglato una doppietta al suo esordio nella sfida contro l'Olanda il 3 settembre 2014.
In carriera ha giocato per la selezioni giovanili dell'Inghilterra dall'under-16 all'under-21. Nel 2017 ha preso parte al vittorioso Mondiale under-20 del 2017, in cui ha realizzato una rete nel successo per 3-0 contro l'Argentina ai gironi.

## Statistiche

### Presenze e reti nei club
Statistiche aggiornate al 9 agosto 2021.
| Stagione         | Squadra          | Campionato       | Campionato | Campionato | Coppe nazionali | Coppe nazionali | Coppe nazionali | Coppe continentali | Coppe continentali | Coppe continentali | Altre coppe | Altre coppe | Altre coppe | Totale | Totale |
| Stagione         | Squadra          | Comp             | Pres       | Reti       | Comp            | Pres            | Reti            | Comp               | Pres               | Reti               | Comp        | Pres        | Reti        | Pres   | Reti   |
| ---------------- | ---------------- | ---------------- | ---------- | ---------- | --------------- | --------------- | --------------- | ------------------ | ------------------ | ------------------ | ----------- | ----------- | ----------- | ------ | ------ |
| 2013-2014        | Newcastle        | PL               | 4          | 0          | FACup+CdL       | 0               | 0               | -                  | -                  | -                  | -           | -           | -           | 4      | 0      |
| 2014-2015        | Newcastle        | PL               | 13         | 0          | FACup+CdL       | 1+3             | 0               | -                  | -                  | -                  | -           | -           | -           | 17     | 0      |
| Totale Newcastle | Totale Newcastle | Totale Newcastle | 17         | 0          |                 | 4               | 0               |                    | 0                  | 0                  |             | 0           | 0           | 21     | 0      |
| 2015-2016        | Coventry City    | FLO              | 40         | 20         | FACup+CdL       | 0               | 0               | -                  | -                  | -                  | FLT         | 0           | 0           | 40     | 20     |
| 2016-2017        | Barnsley         | FLC              | 34         | 6          | FACup+CdL       | 1+0             | 0               | -                  | -                  | -                  | -           | -           | -           | 35     | 6      |
| 2017-gen. 2018   | Bolton           | FLC              | 20         | 1          | FACup+CdL       | 0+3             | 0+2             | -                  | -                  | -                  | -           | -           | -           | 23     | 3      |
| gen.-giu. 2018   | Blackburn        | FLO              | 21         | 9          | FACup+CdL       | 0               | 0               | -                  | -                  | -                  | FLT         | 0           | 0           | 21     | 9      |
| 2018-2019        | Blackburn        | FLC              | 44         | 5          | FACup+CdL       | 2+2             | 1+3             | -                  | -                  | -                  | -           | -           | -           | 48     | 9      |
| 2019-2020        | Blackburn        | FLC              | 46         | 16         | FACup+CdL       | 1+1             | 1+0             | -                  | -                  | -                  | -           | -           | -           | 48     | 17     |
| 2020-2021        | Blackburn        | FLC              | 40         | 28         | FACup+CdL       | 1+2             | 0+1             | -                  | -                  | -                  | -           | -           | -           | 43     | 29     |
| Totale Blackburn | Totale Blackburn | Totale Blackburn | 151        | 58         |                 | 9               | 6               |                    | 0                  | 0                  |             | 0           | 0           | 160    | 64     |
| 2021-2022        | Southampton      | PL               | 1          | 1          | FACup+CdL       | 0               | 0               | -                  | -                  | -                  | -           | -           | -           | 1      | 1      |
| Totale carriera  | Totale carriera  | Totale carriera  | 263        | 86         |                 | 17              | 8               |                    | 0                  | 0                  |             | 0           | 0           | 280    | 94     |

## Palmarès

### Nazionale
- Campionato mondiale Under-20: 1

Corea del Sud 2017